# Santa Cruz (ort i Costa Rica)
Santa Cruz är en ort i Costa Rica.   Den ligger i provinsen Guanacaste, i den västra delen av landet, 170 km väster om huvudstaden San José. Santa Cruz ligger 58 meter över havet och antalet invånare är 12 281.
Terrängen runt Santa Cruz är kuperad åt sydost, men åt nordväst är den platt. Runt Santa Cruz är det ganska glesbefolkat, med 34 invånare per kvadratkilometer. Närmaste större samhälle är Nicoya, 19,1 km sydost om Santa Cruz. Omgivningarna runt Santa Cruz är en mosaik av jordbruksmark och naturlig växtlighet.